# 3962 Valyaev
3962 Valyaev eller 1967 CC är en asteroid i huvudbältet som upptäcktes den 8 februari 1967 av den ryska astronomen Tamara Smirnova vid Krims astrofysiska observatorium på Krim. Den har fått sitt namn efter Valerij Valyaev.
Asteroiden har en diameter på ungefär 16 kilometer och den tillhör asteroidgruppen Themis.